# Yolombó
Yolombó là một khu tự quản thuộc tỉnh Antioquia, Colombia. Thủ phủ của khu tự quản Yolombó đóng tại Yolombó Khu tự quản Yolombó có diện tích 941 ki lô mét vuông. Đến thời điểm ngày 28 tháng 5 năm 2005, khu tự quản Yolombó có dân số 14858 người.